# Mass Sarr
Mass Sarr (Monrovia, 6 febbraio 1973) è un ex calciatore liberiano, di ruolo centrocampista.

## Caratteristiche tecniche
Trequartista, poteva giocare anche come ala sinistra o come punta centrale.

## Carriera

### Club
Ha cominciato a giocare nel Mighty Barrolle. Nel 1990 è passato al Monaco 2. Nel 1991 si è trasferito all'Épinal. Nel 1992 è stato acquistato dall'Olympique Alès. Nel 1995 ha firmato un contratto con l'Hajduk Spalato. Nel 1998 è passato al Reading. Nel 2000 si è trasferito al Sydney Olympic. Nel 2001 è stato acquistato dal Selangor, club con cui ha concluso la propria carriera nel 2004.

### Nazionale
Ha debuttato in Nazionale nel 1989. Ha partecipato, con la Nazionale, alla Coppa d'Africa 1996 e alla Coppa d'Africa 2002.

## Statistiche

### Cronologia presenze e reti in nazionale
| Cronologia completa delle presenze e delle reti in nazionale ― Liberia | Cronologia completa delle presenze e delle reti in nazionale ― Liberia | Cronologia completa delle presenze e delle reti in nazionale ― Liberia | Cronologia completa delle presenze e delle reti in nazionale ― Liberia | Cronologia completa delle presenze e delle reti in nazionale ― Liberia | Cronologia completa delle presenze e delle reti in nazionale ― Liberia | Cronologia completa delle presenze e delle reti in nazionale ― Liberia | Cronologia completa delle presenze e delle reti in nazionale ― Liberia |
| Data                                                                   | Città                                                                  | In casa                                                                | Risultato                                                              | Ospiti                                                                 | Competizione                                                           | Reti                                                                   | Note                                                                   |
| ---------------------------------------------------------------------- | ---------------------------------------------------------------------- | ---------------------------------------------------------------------- | ---------------------------------------------------------------------- | ---------------------------------------------------------------------- | ---------------------------------------------------------------------- | ---------------------------------------------------------------------- | ---------------------------------------------------------------------- |
| 11-6-1989                                                              | Monrovia                                                               | Liberia                                                                | 1 – 0                                                                  | Malawi                                                                 | Qual. Mondiali 1990                                                    | -                                                                      |                                                                        |
| 25-6-1989                                                              | Monrovia                                                               | Liberia                                                                | 1 – 0                                                                  | Egitto                                                                 | Qual. Mondiali 1990                                                    | -                                                                      |                                                                        |
| 12-8-1989                                                              | Nairobi                                                                | Kenya                                                                  | 1 – 0                                                                  | Liberia                                                                | Qual. Mondiali 1990                                                    | -                                                                      |                                                                        |
| 26-8-1989                                                              | Lilongwe                                                               | Malawi                                                                 | 0 – 0                                                                  | Liberia                                                                | Qual. Mondiali 1990                                                    | -                                                                      |                                                                        |
| 11-11-1994                                                             | Nouakchott                                                             | Mauritania                                                             | 1 – 1                                                                  | Liberia                                                                | Qual. Coppa d'Africa 1996                                              | -                                                                      |                                                                        |
| 22-1-1995                                                              | Monrovia                                                               | Liberia                                                                | 1 – 1                                                                  | Senegal                                                                | Qual. Coppa d'Africa 1996                                              | -                                                                      |                                                                        |
| 10-2-1995                                                              | Sfax                                                                   | Tunisia                                                                | 0 – 0                                                                  | Liberia                                                                | Qual. Coppa d'Africa 1996                                              | -                                                                      | 82’                                                                    |
| 23-4-1995                                                              | Monrovia                                                               | Liberia                                                                | 1 – 0                                                                  | Tunisia                                                                | Qual. Coppa d'Africa 1996                                              | -                                                                      | 46’                                                                    |
| 4-6-1995                                                               | Monrovia                                                               | Liberia                                                                | 2 – 0                                                                  | Mauritania                                                             | Qual. Coppa d'Africa 1996                                              | -                                                                      | 46’                                                                    |
| 30-7-1995                                                              | Dakar                                                                  | Senegal                                                                | 3 – 0                                                                  | Liberia                                                                | Qual. Coppa d'Africa 1996                                              | -                                                                      | 70’                                                                    |
| 16-1-1996                                                              | Durban                                                                 | Gabon                                                                  | 1 – 2                                                                  | Liberia                                                                | Coppa d'Africa 1996 - 1º turno                                         | 1                                                                      | 54’                                                                    |
| 1-6-1996                                                               | Banjul                                                                 | Gambia                                                                 | 2 – 1                                                                  | Liberia                                                                | Qual. Mondiali 1998                                                    | -                                                                      | 55’                                                                    |
| 10-11-1996                                                             | Accra                                                                  | Liberia                                                                | 0 – 1                                                                  | Tunisia                                                                | Qual. Mondiali 1998                                                    | -                                                                      | 54’                                                                    |
| 6-4-1997                                                               | Accra                                                                  | Liberia                                                                | 1 – 0                                                                  | Egitto                                                                 | Qual. Mondiali 1998                                                    | -                                                                      | 59’                                                                    |
| 27-4-1997                                                              | Tunisi                                                                 | Tunisia                                                                | 2 – 0                                                                  | Liberia                                                                | Qual. Mondiali 1998                                                    | -                                                                      | 75’                                                                    |
| 2-8-1998                                                               | Niamey                                                                 | Niger                                                                  | 2 – 1                                                                  | Liberia                                                                | Qual. Coppa d'Africa 2000                                              | 1                                                                      | 55’                                                                    |
| 16-8-1998                                                              | Monrovia                                                               | Liberia                                                                | 2 – 0                                                                  | Niger                                                                  | Qual. Coppa d'Africa 2000                                              | -                                                                      | 79’                                                                    |
| 4-10-1998                                                              | Tunisi                                                                 | Tunisia                                                                | 2 – 1                                                                  | Liberia                                                                | Qual. Coppa d'Africa 2000                                              | -                                                                      |                                                                        |
| 28-2-1999                                                              | Monrovia                                                               | Liberia                                                                | 1 – 1                                                                  | Algeria                                                                | Qual. Coppa d'Africa 2000                                              | -                                                                      | 59’                                                                    |
| 9-4-1999                                                               | Annaba                                                                 | Algeria                                                                | 4 – 1                                                                  | Liberia                                                                | Qual. Coppa d'Africa 2000                                              | -                                                                      | 80’                                                                    |
| 5-6-1999                                                               | Kampala                                                                | Uganda                                                                 | 1 – 0                                                                  | Liberia                                                                | Qual. Coppa d'Africa 2000                                              | -                                                                      |                                                                        |
| 20-6-1999                                                              | Monrovia                                                               | Liberia                                                                | 2 – 0                                                                  | Tunisia                                                                | Qual. Coppa d'Africa 2000                                              | -                                                                      |                                                                        |
| 3-6-2001                                                               | Monrovia                                                               | Liberia                                                                | 1 – 1                                                                  | Sudafrica                                                              | Qual. Coppa d'Africa 2002                                              | -                                                                      | 46’                                                                    |
| 14-7-2001                                                              | Freetown                                                               | Sierra Leone                                                           | 0 – 1                                                                  | Liberia                                                                | Qual. Mondiali 2002                                                    | -                                                                      | 57’ 63’                                                                |
| 4-8-2001                                                               | East Rutherford                                                        | Colombia                                                               | 2 – 1                                                                  | Liberia                                                                | Amichevole                                                             | -                                                                      |                                                                        |
| 23-8-2001                                                              | Veracruz                                                               | Messico                                                                | 5 – 4                                                                  | Liberia                                                                | Amichevole                                                             | 1                                                                      |                                                                        |
| 28-1-2002                                                              | Mopti                                                                  | Liberia                                                                | 0 – 1                                                                  | Nigeria                                                                | Coppa d'Africa 2002 - 1º turno                                         | -                                                                      | 77’                                                                    |
| Totale                                                                 |                                                                        | Presenze                                                               | 27                                                                     |                                                                        | Reti                                                                   | 3                                                                      |                                                                        |

## Palmarès

### Club

#### Competizioni nazionali
- Campionato liberiano di calcio: 2

Mighty Barrolle: 1988, 1989
- Coppa della Malesia: 1

Selangor: 2002
- Capocannoniere della Coppa di Croazia: 1

1996-1997 (5 reti)